# Catrobat
Catrobat — визуальный язык программирования, который создан на блоках. Первый запуск языка программирования был в 2010 году. На основе этого проекта разрабатываются программы через которые люди могут ознакомиться с начинающим лёгким программированием.
Язык визуального программирования предназначен для работы на мобильных устройствах. Catrobat используется подростками для устранения гендерного разрыва в STEM- исследованиях. Catrobat был представлен в менее развитых странах, поддержка родного языка предоставляется непосредственно в приложениях Catrobat и не поддерживается на уровне языка операционной системы .

## История
Catrobat запустился с названием Catroid в 2010 году, оно было вдохновлено маскотом Скретча и операционной системой Android. В 2013 году приложение было опубликовано в Google Play. Первая версия приложения для iOS была опубликована в 2018 году. Приложения имеют более 5 млн скачиваний из 180 стран и доступно более чем на 60 языках. 

## Лицензия
Catrobat под лицензией Affero General Public License (APGL) версии 3 и публично опубликован на Github.

## Цель
Цель Catrobat - познакомить детей и подростков с миром программирования, используя только смартфоны и обходя традиционное обучение. В игровом формате дети могут создавать игры, делая упор на дизайн и креативность.
Чтобы сделать детям свои сервисы более доступными в менее развитых странах, Catrobat добавили в свои сервисы более 60 языков, включая те, что не доступны в настройках смартфонов. Переводы создаются сообществом с помощью сервиса Crowdin.

## Платформы и мобильные приложения

### Catrobat Framework
Среда разработки Catrobat - важная часть мобильных приложений, которые можно сказать бесплатно на Android из Google Play Store, на HarmonyOS из AppGallery и на iOS из App Store. Ранее также были доступны версия для Windows Mobile и версия, основанная на HTML5 версия, однако они перестали разрабатываться в 2017 и 2019 годах соответственно.

### Мобильные приложения

##### Pocket Code
Первым приложением Catrobat был Pocket Code (ранее Catroid), среда для визуального языка программирования, где можно создавать игры, истории, анимации и т.д. прямо на смартфона. С простыми визуальными блоками, похожими на Лего, подростки могут создавать свои игры, красочные анимации, долгие истории и тому подобное без знания настоящих языков программирования. Также приложение позволяет использовать некоторые сенсоры смартфона, например GPS или направление компаса.

##### Luna&Cat
Luna&Cat - это адаптированная версия Pocket Code, предназначенная для девушек-подростков. Там изменён дизайн и имеются отличающиеся от Pocket Code наборы фонов и персонажей.

##### Create@School
Create@School - специализированная версия Pocket Code, предназначенная для учебных учреждений. В приложение включены шаблоны, чтобы позволить учащимся начать с почти законченной игры и начать редактировать её. Старые версии также были привязаны к сервисам для отслеживания действий и успеваемости учащихся. На данный момент приложение тестируется в школах Европы.

##### Embroidery Designer
Embroidery Designer — это расширение для вышивальных машин, переносящее подход Turtlestitch на мобильные телефоны. Цель приложения — привлечь девушек-подростков, предоставив им возможность персонализировать одежду и аксессуары, одновременно обучаясь программированию. Подход, опять же, заключается в том, чтобы связать визуальный язык программирования не только с анимацией, но и с реальными операциями на машине.

### Дополнения
Приложения Catrobat поддерживают следующие дополнения на момент июля 2025:
- Lego Mindstorms NXT / EV3
- Parrot AR.Drone 2.0 / Jumping Sumo
- Arduino
- Raspberry Pi
- Phiro RoboticsEdu
- Chromecast
- NFC
- Вышивка
- Мультиплеер по Bluetooth
- Искусственный интеллект (ИИ)

### Сообщество Catrobat
Каждое приложение Catrobat имело встроенную платформу, в которой можно было делиться своими проектами и просматривать чужие. Пользователи могли быстро учиться, смотря исходный код проектов, выложенный под публичной лицензией на программное обеспечение.
На данной платформе также были различные события, такие как Samsung Galaxy Game Jam (#GalaxyGameJam).
Увы, но данная платформа была закрыта в конце февраля 2025 года и на данный момент работает в режиме архива.

## Программирование с Catrobat
Catrobat позволяет осуществлять всю разработку с помощью визуальных блоков и нескольких текстовых полей ввода. Главное преимущество для молодёжи - возможность программировать на одном из более чем 60 языков, в том числе на тех, что нету в самих операционных системах. Таким образом, не обязательно программировать на английском, как обычно. Этот язык можно выбрать, непосредственно в настройках самого Pocket Code. Это обеспечивает очень низкий порог для начала программирования. 

## Сообщество

### Онлайн Сообщество
Существует википедия Catrobat, поддерживаемая самим Catrobat, но ведётся она самими пользователями, ими же она была переведена на множество языков. Сообщество есть в Ютубе, что создаёт проекты и видеоролики с обучениями на некоторых языках. Раньше также существовал сервер в Дискорде, однако он был удалён в начале августа 2023 года из-за плохой модерации.

### Влияние и использование
С 2014 года проект Catrobat демонстрируют экспоненциальный рост числа пользователей и разработчиков. Этот язык программирование используется на смартфонах практически со всех стран мира. По состоянию на июля 2025 года число загрузок превысило 7 миллионов, число активных пользователей было выше 400 тысяч, а число разработчиков больше 1.5 тысячи. И в результате формируется глобальное сообщество начинающих программистов, студентов, преподавателей, исследователей и любителей, которые мотивируют и поддерживают друг друга.
Деятельность вышла за рамки разработки приложений, разработки и перевода, включив в себя различные локальные мероприятия. Помимо регулярных мероприятий Maker Days в Грацком техническом университете, программы Samsung's Coding for Kids и школ, внедряющий этот язык в преподавание, проводятся также международные мероприятия в рамках сотрудничества.
Концепция использования в школах основана на концепции конструктивизма и была научно исследована и разработана в нескольких итерациях.
В качестве партнера Code.org, Catrobat также успешно проводит #GalaxyGameJam в рамках ежегодного мероприятия Hour of Code.
С 2011 года Catrobat ежегодно участвует в программах Google по разработке ПО с открытым исходным кодом. Например, в 2014 году в рамках Google Summer of Code или в 2018 году в рамках Google Code-In.

## Проекты
Приложения Catrobat уже использовались в нескольких крупных исследовательских проектах как на международном, так и на национальном уровне и обладают достаточной сложностью, чтобы охватить все соответствующие области интересов и виды деятельности подростков. Например, в ходе проекта Horizon 2020 No One Left Behind Pocket Code был принят для школьных целей и был разработан и оценен в масштабном европейском исследовании. Кроме того, в ходе национального проекта RemoteMentor (2018), финансируемого NetIdee, были протестированы и интегрированы в наши сервисы эффективные варианты наставничества/онлайн-помощи, в частности, для девочек-подростков, чтобы способствовать совместной и увлекательной онлайн-проектной работе. Проект Code'n'Stitch, финансируемый FFG/FEMtech, стартовал в сентябре 2018 года. В ходе этого проекта приложение было расширено возможностью программирования вышивальных машин. Таким образом, самодельные узоры и дизайны можно вышивать на футболках, брюках и даже сумках. Узоры и различные формы можно создавать с помощью визуального языка программирования Pocket Code.